# Benda (Sukamulya)
Benda is een bestuurslaag in het regentschap Tangerang van de provincie Banten, Indonesië. Benda telt 5356 inwoners (volkstelling 2010).